# جمشید گرگین
جمشید گرگین (زاده ۲۸ مهر ۱۳۳۰ در تهران) بازیگر سینما و تلویزیون ایرانی است.

## زندگی
وی سال ۱۳۳۰ در تهران متولد شد. همکاری با تلویزیون را در سال ۱۳۴۸ خورشیدی به‌عنوان گزارش‌گر برنامهٔ «شما و تلویزیون» در تلویزیون ملی ایران آغاز کرد. سپس از حدود سال ۱۳۵۲ وارد کار بازیگری شده و آغاز کارش با فیلم سینمایی «صدای صحرا» به کارگردانی نادر ابراهیمی و بعد از آن همکاری مجدد با ابراهیمی در مجموعهٔ «آتش بدون دود» بود. «سمک عیار» به کارگردانی محمدرضا اصلانی و باربد طاهری، مستند داستانی «الموت» به کارگردانی داریوش مهرجویی، مجموعه «سراب سلطانیه» به کارگردانی پروین انصاری، فیلم «رتیل» به کارگردانی مهستی بدیعی، فیلم سینمایی «جستجو در شهر» به کارگردانی حجت‌الله سیفی، فیلم «ویزا» به کارگردانی مسعود رشیدی، سریال «کوچک جنگلی» به کارگردانی بهروز افخمی، سریال «همشاگردیها» به کارگردانی مسعود شاه محمدی، سریال «پدر خاک» به کارگردانی نادر کجوری، سریال «روزهای به یاد ماندنی» به کارگردانی همایون شهنواز، فیلم «خاکستری» به کارگردانی مهرداد میرفلاح، فیلم «شمعی در باد» به کارگردانی پوران درخشنده از جمله فعالیت‌های او در زمینه بازیگری است. گرگین همچنین بعد از انقلاب با ساخت مجموعه «سینمای کمدی» اولین برنامه سینمایی تلویزیون را اجرا کرد که با موفقیت خوبی روبرو شد و هشت بار بازپخش گردید.

## آثار

### سینما
- ماهی سیاه کوچولو (۱۳۹۳)
- جعبه موسیقی (۱۳۸۶)
- شمعی در باد (۱۳۸۲)
- خاکستری (۱۳۷۹)
- جهان پهلوان تختی (۱۳۷۶)
- سجده بر آب (۱۳۷۵)
- پرنده آهنین (۱۳۷۰)
- تفنگ‌های سحرگاه (۱۳۶۷)
- ویزا (۱۳۶۶)
- جستجو در شهر (۱۳۶۴)
- ملکوت (۱۳۵۵)
- صدای صحرا (۱۳۵۴)

### تلویزیون
- ۱۳۹۹–۱۴۰۱- ارثیه پدری
- ۱۳۹۷ - احضار روح
- ۱۳۹۴ - شهرزاد
- ۱۳۹۳ - رنگ نمک (مستند، گوینده، کارگردان محسن خندستان)
- ۱۳۹۲ - هوش سیاه ۲
- ۱۳۸۷ - بی گناهان
- ۱۳۸۵ - بیرون از بهشت (فیلم تلویزیونی)
- ۱۳۸۵ - به دنیا بگویید بایستد
- ۱۳۸۲ - روزهای به یاد ماندنی
- ۱۳۸۱ - پدر خاک
- ۱۳۷۷ - همشاگردی‌ها
- ۱۳۷۴/۷۵ - دزدان مادربزرگ
- ۱۳۷۱ - روزگار وصل
- ۱۳۶۷/۶۸ - برنامهٔ «سینمای کمدی» (تهیه‌کننده، کارگردان و مجری)
- ۱۳۶۳ - برنامهٔ هنری «خاستگاه مردان بزرگ»[۵]
- ۱۳۶۳ - کوچک جنگلی (در نقش یوزف)
- ۱۳۵۷ - سراب سلطانیه
- ۱۳۵۶ - لحظه
- ۱۳۵۴ - آتش بدون دود
- ۱۳۵۳ - سمک عیار
- ۱۳۴۸ - شما و تلویزیون (گزارشگر)